# Filmografia de Luke Evans
Luke Evans é um ator galês.

## Filmes
| † | Indica filmes que ainda não foram lançados |

| Título                                    | Ano  | Papel                       | Diretor(es)         | Notas                   | Ref(s) |
| ----------------------------------------- | ---- | --------------------------- | ------------------- | ----------------------- | ------ |
| Taboo                                     | 2002 | Billy                       | Christopher Renshaw |                         |        |
| Don't Press Benjamin's Buttons            | 2009 | Benjamin's Father           | Craig Robert Young  | Curta-metragem          |        |
| Sex & Drugs & Rock & Roll                 | 2010 | Clife Richards              | Mat Whitecross      |                         |        |
| Clash of the Titans                       | 2010 | Apollo                      | Louis Leterrier     |                         |        |
| Robin Hood                                | 2010 | Sheriff's Thug              | Ridley Scott        |                         |        |
| Tamara Drewe                              | 2010 | Andy Cobb                   | Stephen Frears      |                         |        |
| Cowards and Monsters                      | 2010 | Paul                        | Tristan Goligher    | Curta-metragem          |        |
| Blitz                                     | 2011 | Stokes                      | Elliott Lester      |                         |        |
| The Three Musketeers                      | 2011 | Aramis                      | Paul W.S. Anderson  |                         |        |
| Flutter                                   | 2011 | Adrian                      | Giles Borg          |                         |        |
| Immortals                                 | 2011 | Zeus                        | Tarsem Singh        |                         |        |
| The Raven                                 | 2012 | Inspector Emmett Fields     | James McTeigue      |                         |        |
| No One Lives                              | 2012 | Driver                      | Ryuhei Kitamura     |                         |        |
| Ashes                                     | 2012 | JB                          | Mat Whitecross      |                         |        |
| The Hobbit: An Unexpected Journey         | 2012 | Girion                      | Peter Jackson       | Apenas edição estendida |        |
| Fast & Furious 6                          | 2013 | Owen Shaw                   | Justin Lin          |                         |        |
| The Hobbit: The Desolation of Smaug       | 2013 | Bard / Girion               | Peter Jackson       |                         |        |
| Dracula Untold                            | 2014 | Vlad Teppes / Drácula       | Gary Shore          |                         |        |
| The Hobbit: The Battle of the Five Armies | 2014 | Bard                        | Peter Jackson       |                         |        |
| Furious 7                                 | 2015 | Owen Shaw                   | James Wan           | Cameo                   |        |
| Fast & Furios: Supercharged               | 2015 | Owen Shaw                   | Thierry Coup        | Curta-metragem          |        |
| Bonobos: Back to The Wil                  | 2015 | Beni                        | Alain Tixier        |                         |        |
| High-Rise                                 | 2015 | Richard Wilder              | Ben Wheatley        |                         |        |
| Message from the King                     | 2016 | Dr. Paul Wentworth          | Fabrice Du Welz     |                         |        |
| The Girl on the Train                     | 2016 | Scott                       | Tate Taylor         |                         |        |
| Beauty and the Beast                      | 2017 | Gaston                      | Bill Condon         |                         |        |
| The Fate of the Furious                   | 2017 | Owen Shaw                   | F. Gary Gray        | Cameo                   |        |
| Professor Marston & the Wonder Women      | 2017 | Dr. William Moulton Marston | Angela Robinson     |                         |        |
| 10x10                                     | 2018 | Lewis                       | Suzi Ewing          |                         |        |
| State Like Sleep                          | 2018 | Emile                       | Meredith Danluck    |                         |        |
| StarDog and TurboCat †                    | 2019 | Felix                       | Ben Smith           | Voz                     |        |
| Murder Mystery †                          | 2019 | Charles                     | Kyle Newacheck      |                         |        |
| Angel of Mine †                           | 2019 | Mike                        | Kim Farrant         | Pós-produção            |        |
| Midway †                                  | 2019 | Commander Wade McClusky     | Roland Emmerich     | Filmando                |        |
| Anna †                                    | 2019 | TBA                         | Luc Besson          | Completo                |        |
| Ma †                                      | TBA  | TBA                         | Tate Taylor         | Pós-produção            |        |
| Good Grief                                | 2024 | Oliver                      | Daniel Levy         | Completo                |        |

## Televisão
| † | Indica séries, minisséries ou telefilmes que ainda não foram lançados |

| Título                  | Ano       | Papel          | Canal      | Notas            | Ref(s) |
| ----------------------- | --------- | -------------- | ---------- | ---------------- | ------ |
| The Great Train Robbery | 2013      | Bruce Reynolds | BBC One    | 2 episódios      |        |
| Robot Chicken           | 2016–2018 | Various        | Adult Swim | Voz; 2 episódios |        |
| The Alienist            | 2018      | John Moore     | TNT        | 10 episódios     |        |